# Dila (Éthiopie)
Pour les articles homonymes, voir Dila.
Dila (ou Dilla, Ge'ez: ዲላ) est une ville et un woreda du sud de l'Éthiopie. Chef-lieu de la zone Gedeo, elle a  59 150 habitants en 2007 et fait partie de la région des nations, nationalités et peuples du Sud jusqu'au transfert de la zone dans la région Éthiopie du Sud en août 2023.
Dina se situe vers 1 600 m d'altitude, environ 80 km au sud d'Hawassa sur la transafricaine 4, à l'extrémité nord-ouest de la zone Gedeo.
Le recensement national de 2007 y fait état de 59 150 habitants, tous citadins, dont 42 % d'orthodoxes, 39 % de protestants, 16 % de musulmans et 3 % de catholiques.
En 2022, la population est estimée sur le même périmètre à 158 795 personnes avec une densité de population de 11 120 personnes par km2 et 14,28 km2 de superficie.